# Onthophagus lahorensis
Onthophagus lahorensis là một loài bọ cánh cứng trong họ Bọ hung (Scarabaeidae).